# Daniel Gallardo Herczog
Daniel «Dani» Gallardo Herczog (Dortmund, 29 d'agost de 1997) és un jove andalús condemnat a quatre anys i mig de presó acusat de «desordres públics i atemptat contra l'autoritat» arran de les protestes per la sentència condemnatòria del Tribunal Suprem d'Espanya amb motiu del judici al procés independentista català. La Fiscalia demanà per a Gallardo sis anys de presó i una multa de milers d'euros per un suposat atac a un agent de policia.

## Biografia
Daniel Gallardo és fill de la migració espanyola a Alemanya, de mare alemanya i pare espanyol. Aviat tornà a l'Estat espanyol, per a criar-se entre Andalusia i la Comunitat de Madrid. Estudià Educació Secundària Obligatòria a Valdemoro i Batxillerat a Andalusia, on començà Filologia Hispànica a la Universitat de Cadis. Després feu un Grau Mitjà de Formació professional d'Auxiliar d'Infermeria per a finalment emancipar-se amb 19 anys i tornar a Madrid on, com a treballador precari, encadenà feines temporals amb treball per compte propi com a comercial per a poder pagar les factures i un lloguer a Getafe, localitat on comparteix pis.

### Esdeveniments
Gallardo fou arrestat el 16 d'octubre de 2019 a Madrid, a la plaça de la Villa, molt a prop del carrer Mayor, per la policia antiavalots del Cos Nacional de Policia en intentar socórrer la seva amiga Elsa Vilki que es trobava de visita a la ciutat. Després de ser atesos pel SAMUR, foren traslladats, amb dues persones detingudes més, a la comissaria de la Brigada Provincial d'Informació de Moratalaz, al sud-est de la ciutat, on foren víctimes d'insults i vexacions per part de policies encaputxats.
L'endemà, Elsa Vilki fou alliberada sense mesures cautelars, però la jutgessa Patrícia Jiménez-Alfaro dictà presó provisional sense fiança per a Daniel Gallardo, acusant-lo dels delictes de lesions contra un agent de l'autoritat, a més d'atemptat, resistència, desobediència i desordres públics. La jutgessa argumentà que la presó provisional era una mesura necessària per a evitar el risc de fuga, a pesar del seu arrelament social i no tenir antecedents policials. Segons l'atestat policial, el jove anava armat amb un llistó de palet amb dos claus i va colpejar dues vegades el cap de l'agent de policia que detenia Elsa Vilki.
Això no obstant, segons els informes mèdics del SAMUR, l'agent de policia ferit pels cops de pal va ser atès a les 21:30 a la Puerta del Sol. En canvi, l'Elsa i en Daniel, un cop detinguts, van ser atesos una hora després al carrer del Rollo, a més de mig quilòmetre d'on s'havia fet la concentració en solidaritat amb el presos polítics condemnats com a conseqüència del referèndum sobre la independència de Catalunya de 2017.

## Reaccions
Ateses les incongruències de lloc i temps dels actes judicialitzats i els indicis que Gallardo no va participar en els fets dels quals se l'acusava, el cas va ser qualificat de «muntatge policial» per part del Movimiento Antirrepresivo de Madrid (MAC) que s'ocupava de la defensa de Dani Gallardo, un jove «alegre, treballador i gens conflictiu» a qui van prendre com a «cap de turc utilitzant-lo com a càstig exemplaritzant» per aquelles persones solidàries amb el procés independentista català.
El 15 de febrer de 2020, a la Vila de Gràcia, Lleida i d'altres indrets, es realitzaren actes en solidaritat amb Dani Gallardo, convocats pels Comitès de Defensa de la República i l'Assemblea Nacional Catalana a fi de denunciar les irregularitats i la injustícia del seu empresonament.

### Sentència
El 17 de novembre de 2020, Gallardo va sortir en llibertat provisional, a l'espera de la sentència, després de tretze mesos empresonat de manera preventiva a la presó d'Alcalá Meco. El 16 de desembre, però, acabà rebent una condemna per part de l'Audiència de Madrid de quatre anys i mig de presó per «desordres públics i atemptat contra l'autoritat», a més d'haver d'indemnitzar un agent de policia i l'Ajuntament de Madrid. El 2023 el Tribunal Suprem espanyol va ratificar la condemna de presó.